# جیمز مونکریف گریرسون
جیمز مونکریف گریرسون (انگلیسی: James Grierson؛ ۲۷ ژانویه ۱۸۵۹ – ۱۷ اوت ۱۹۱۴) فرد نظامی اهل پادشاهی متحد بریتانیای کبیر و ایرلند بود. وی همچنین برندهٔ جوایزی همچون لژیون دونور (فرمانده) شده‌است.